# Cabalango
Cabalango es una villa serrana del departamento Punilla, a 8 km al sureste de Tanti y a 12 km al oeste de Villa Carlos Paz, sobre el arroyo Los Chorrillos, dentro de la provincia de Córdoba, Argentina.
El arroyo Los Chorrillos es un típico río de montaña, tallando en su recorrido el fondo, produciendo cual superficie lunar cráteres, canales, grietas, con el agua de piedra en piedra.
El remonte del arroyo Los Chorrillos desde Los Socavones a "Flor Serrana", en ese trayecto aparece la confluencia de este río con el Arroyo Cristal o Toro Muerto. Allí se puede seguir el Arroyo Cristal con rumbo a Flor Serrana o continuar río arriba del Chorrillos hasta el sitio "Trompa del Elefante".
Es muy interesante el recorrido del camino serrano entre Tanti con Villa Carlos Paz pasando por aquí, en especial la ruta que comienza en Villa García.

## Población
Cuenta con 616 habitantes (Indec, 2022), lo que representa un incremento del 48% frente a los 336 habitantes (Indec, 2010) del censo anterior.
| Gráfica de evolución demográfica de Cabalango entre 1991 y 2022 |
|                                                                 |
| Fuente: Censos nacionales del INDEC                             |

## Sismicidad
La sismicidad de la región de Córdoba es frecuente y de intensidad baja, y un silencio sísmico de terremotos medios a graves cada 30 años en áreas aleatorias. Sus últimas expresiones se produjeron:
- 22 de septiembre de 1908 (116 años), a las 17.00 UTC-3, con 6,5 Richter, escala de Mercalli VII; ubicación 30°30′0″S 64°30′0″O / -30.50000, -64.50000; profundidad: 100 km; produjo daños en Deán Funes, Cruz del Eje y Soto, provincia de Córdoba, y en el sur de las provincias de Santiago del Estero, La Rioja y Catamarca[2]
- 16 de enero de 1947 (78 años), a las 2.37 UTC-3, con una magnitud aproximadamente de 5,5 en la escala de Richter (terremoto de Córdoba de 1947)[1]
- 28 de marzo de 1955 (70 años), a las 6.20 UTC-3 con 6,9 Richter: además de la gravedad física del fenómeno se unió el desconocimiento absoluto de la población a estos eventos recurrentes (terremoto de Villa Giardino de 1955)
- 7 de septiembre de 2004 (20 años), a las 8.53 UTC-3 con 4,1 Richter
- 25 de diciembre de 2009 (15 años), a las 21.42 UTC-3 con 4,0 Richter